# Commiphora kataf
Espèce
Classification phylogénétique
Commiphora  kataf , également appelé Commiphora erythraea, est une espèce de plantes de la famille des Burseraceae. L'espèce est présente dans la Corne de l'Afrique. Commiphora kataf est souvent désigné par erreur comme l'espèce qui produit le bissabol, ou opopanax. En réalité l'opopanax provient d'une espèce proche, Commiphora guidotti.

## Description
Il s'agit d'un petit arbre sans épines mesurant jusqu'à 10 mètres de haut. Le tronc mesure entre 12 et 20 cm de diamètres. L'écorce supérieure est blanchâtre et se fissurent en écailles plus ou moins grandes laissant voir le liber bleu-vert. Les feuilles sont composées de trois folioles, parfois cinq. Les fleurs sont jaunes et les fruits sont ovoïdes et mesurent jusqu'à 16 mm de long.

## Répartition
L'espèce est présente dans la Corne de l'Afrique, du Soudan à la Tanzanie. Elle pousse jusqu'à 1 900 mètres d'altitude, en formant des forêts et des taillis.